# Campeonato Chileno de Futebol de 1988 - Terceira Divisão
O Campeonato Chileno de Futebol de Terceira Divisão de 1988 (oficialmente Campeonato Oficial de Fútbol de la Tercera División de Chile 1988) foi a 8ª edição do campeonato do futebol do Chile, terceira divisão. Os 24 clubes jogam em turno e returno em dois grupos regionalizados de 12. Os quatro melhores de cada grupo vão à fase final, onde o campeão e o vice são promovidos para o Campeonato Chileno de Futebol de 1989 - Segunda Divisão. Os quatro últimos colocados de cada grupo vão à fase final (torneio de descenso), onde os dois últimso seriam rebaixados para o Campeonato Chileno de Futebol de 1989 - Quarta Divisão

## Participantes
| Equipe                                        | Cidade        | Região                           | No ano anterior                                                      | Estádio                                     | Capacidade | Títulos        | Participações |
| --------------------------------------------- | ------------- | -------------------------------- | -------------------------------------------------------------------- | ------------------------------------------- | ---------- | -------------- | ------------- |
| Club Deportivo Rengo                          | Rengo         | Região de O'Higgins              | Sétimo Lugar (Zona Sul)                                              | Estádio Municipal Guillermo Guzmán Díaz     | 5.000      | 0 (não possui) | 3             |
| Club Deportivo Cultural Doñihue               | Doñihue       | Região de O'Higgins              | Oitavo Lugar (Ascenso)                                               | Estádio Súper Pollo                         | 1.500      | 0 (não possui) | 8             |
| Club Deportivo Defensor Casablanca            | Casablanca    | Região de Valparaíso             | Segundo Lugar (Descenso)                                             | Raúl Vargas Verdejo                         | 2.500      | 0 (não possui) | 8             |
| Club de Deportes Maipo                        | Isla de Maipo | Região Metropolitana de Santiago | Primeiro Lugar (Descenso)                                            | ----                                        | ---        | 0 (não possui) | 8             |
| Club Social y Deportivo Goodyear              | Maipú         | Região Metropolitana de Santiago | Oitavo Lugar (Zona Norte)                                            | ---                                         | --         | 0 (não possui) | 8             |
| Club Deportivo Lautaro de Buin                | Buin          | Região Metropolitana de Santiago | Oitavo Lugar (Zona Sul)                                              | Estádio Lautaro de Buin                     | 1.500      | 0 (não possui) | 8             |
| Club Deportivo Municipal Talagante            | Talagante     | Região Metropolitana de Santiago | Sexto Lugar (Zona Sul)                                               | Estádio Municipal Lucas Pacheco Toro        | ---        | 0 (não possui) | 7             |
| Club de Deportes Comercio de Llay-Llay        | Llaillay      | Região de Valparaíso             | Segundo Lugar (Ascenso)                                              | ---                                         | --         | 0 (não possui) | 6             |
| Juventud Puente Alto                          | Puente Alto   | Região Metropolitana de Santiago | Sexto Lugar (Ascenso)                                                | Estádio Municipal de Puente Alto            | 1.900      | 0 (não possui) | 3             |
| Juventud Chépica                              | Chépica       | Região de O'Higgins              | Quinto Lugar (Zona Sul)                                              | ---                                         | ---        | 0 (não possui) | 5             |
| Iván Mayo Club de Fútbol                      | Villa Alemana | Região de Valparaíso             | --                                                                   | Estádio Ítalo Composto Scarpatti            | 3.000      | 0 (não possui) | 5             |
| Corporación Club de Deportes Santiago Morning | Independencia | Metropolitana de Santiago        | Sétimo Lugar (Ascenso)                                               | Santa Laura                                 | 22.375     | 1 (1984)       | 4             |
| Club de Deportes Victoria                     | Victoria      | Região de Araucanía              | Quarto Lugar (Ascenso)                                               | Estádio Municipal de Victoria               | 3.000      | 0 (não possui) | 5             |
| Club Deportivo Con Con National               | Concón        | Região de Valparaíso             | Quarto Lugar (Zona Norte)                                            | ---                                         | --         | 0 (não possui) | 6             |
| Juventud Ferro                                | Chimbarongo   | Região de O'Higgins              | Terceiro Lugar (Ascenso)                                             | Estádio Municipal de Chimbarongo            | --         | 0 (não possui) | 3             |
| Juventud O'Higgins                            | Curacaví      | Região Metropolitana de Santiago | Quinto Lugar (Zona Norte)                                            | Estádio Ferroviário Hugo Arqueros Rodríguez | 30.000     | 0 (não possui) | 3             |
| Club Deportivo Gasco                          | Santiago      | Metropolitana de Santiago        | Quinto Lugar (Ascenso)                                               | ---                                         | --         | 0 (não possui) | 2             |
| Club de Deportes Laja                         | Laja          | Região de Bío-Bío                | Rebaixado do Campeonato Chileno de Futebol de 1987 - Segunda Divisão | Estádio Facela                              | 3.000      | 1 (1982)       | 4             |
| Club Deportivo Soinca Bata                    | Melipilla     | Região Metropolitana de Santiago | Rebaixado do Campeonato Chileno de Futebol de 1987 - Segunda Divisão | Estádio Soinca Bata                         | xxxx       | 0 (não possui) | 2             |
| Unión Santa Cruz                              | Santa Cruz    | Região de O'Higgins              | Rebaixado do Campeonato Chileno de Futebol de 1987 - Segunda Divisão | Estádio Municipal Joaquín Muñoz García      | 4.500      | 0 (não possui) | 3             |
| Club Deportivo Quintero Unido                 | Quintero      | Região de Valparaíso             | Rebaixado do Campeonato Chileno de Futebol de 1987 - Segunda Divisão | Estádio Municipal Raúl Vargas Verdejo       | 2.500      | 0 (não possui) | 3             |
| Club Deportivo Municipal Las Condes           | Las Condes    | Região Metropolitana de Santiago | Acesso pelo Campeonato Chileno de Futebol de 1987 - Quarta Divisão   | ----                                        | ---        | 0 (não possui) | 1             |
| Club Estudiantes de Quilpué                   | Quilpué       | Região de Valparaíso             | Acesso pelo Campeonato Chileno de Futebol de 1987 - Quarta Divisão   | ---                                         | ---        | 0 (não possui) | 1             |
| Club Deportivo Lan Chile                      | Santiago      | Metropolitana de Santiago        | Acesso pelo Campeonato Chileno de Futebol de 1987 - Quarta Divisão   | ---                                         | --         | 0 (não possui) | 1             |

## Campeão
| Campeão Chileno Terceira Divisão 1988                      |
| ---------------------------------------------------------- |
| Club Deportivo Soinca Bata (Melipilla) (1º título) Campeão |